# Estela (botànica)
En les plantes vasculars, l'estela (del grec στήλη, columna) és la part central de la rel o tija que conté el teixit vascular i, ocasionalment, part de la medul·la vegetal. El concepte de l'estela el va desenvolupar al segle xix el botànic francès Phillippe Édouard Léon van Tieghem i H. Doultion com un model teòric per comprendre la relació entre el brot i la rel, i per estudiar l'evolució de la morfologia de les plantes vasculars. La teoria estèlica pretén explicar com s'ha passat des de l'estela més simple a altres esteles molt més evolucionades. Els principals tipus d'esteles són, en progressió evolutiva:

## Protostela
En general hi ha un nucli central de teixit vascular amb una columna perifloemàtica massissa, de secció circular. Aquest consisteix en xilema en el centre, envoltat per una regió de floema al voltant. Envoltant aquests teixits hi ha una endodermis per a regular el flux d'aigua dins i fora del nucli vascular. Només és present en gèneres arcaics (prótos = primer) com per exemple Rynia.
Hi ha tres tipus bàsics de protostela:
- Haplostela (haplo = únic) - la més bàsica de les protosteles, amb un únic nucli cilíndric de teixit vascular. Aquest tipus d'estela és el més comú en les arrels.
- Actinostela (aktínos = radi) - una variació de la protostela de secció transversal estrellada per aparició de rastres foliars que van cap als microfil·les. Aquest tipus d'estela és rara entre les plantes vives (només apareix en algunes rels dels espermatòfits), però es troba en les tiges d'algunes falgueres primitives com Psilotum.
- Plectostela (plektós = trenat, entrelligat) - una protostela interconnectada en la qual s'accentuen els lòbuls o braços i en part s'escindeixen. Molts licopodis moderns (Lycopodiopsida) tenen aquest tipus d'estela en les seves tiges.
- Polistela (polys = nombrós) - protostela dividida en porcions distintes. Ho podem observar, per exemple, en falgueres com els Pteridium.

## Sifonostela
Les plantes amb fulla també produeixen esteles més complexes. Aquestes plantes tenen una medul·la en el centre de les seves tiges envoltada per un cilindre que conté el teixit vascular. Aquesta estela s'anomena genèricament sifonostela (síphonos = tub) i n'hi ha tres tipus bàsics:
- Solenostela - el més bàsic de les sifonosteles, amb un nucli central de la medul·la tancat en un cilindre de teixit vascular. Aquest tipus d'esteles es troba només en algunes falgueres.
- Dictiostela (díctyon = xarxa, reticle) - una variació de la solenostela amb cavitat medul·lar i amb interrupcions al cilindre conductor en relació amb els rastres foliars. Aquest tipus d'estela es troba en les tiges de moltes falgueres.
- Eustela (eu = bo, complet) - El teixit vascular es disposa en feixos vasculars, generalment en un o dos anells al voltant de la medul·la central. Aquests feixos discrets, anastomitzats i col·laterals, es corresponen bàsicament als feixos principals, dels quals arrenquen els rastres foliars i que en la secció transversal de la tija, queden disposats en anell. A més de ser comú a les tiges de molts espermatòfits, l'eustela apareix a la rel de les monocotiledònies.

També hi ha una variant de l'eustela freqüent i exclusiva de les tiges de les monocotiledònies com el blat de moro i el sègol. Aquesta estela té nombrosos feixos escampats per la tija i es denomina atactostela (atáktos = desordenat). Aquests feixos concèntrics perixilemàtics es corresponen en bona part amb als rastres foliars (molt nombrosos, perquè les fulles d'aquestes plantes són paral·lelinèrvies) i que, en la secció transversal de la tija, queden disposats esparsament, sense dibuixar un anell principal.